# Zombie Nation (groupe)
Pour les articles homonymes, voir Zombie (homonymie) et Zombie Nation.
Zombie Nation est un projet de musique Techno et Electro du DJ et producteur munichois Florian Senfter (alias Splank!). 
Le premier Zombie Nation EP a été produit au printemps 1999 par le label du musicien de musique électronique DJ Hell, Gigolo Records. Un remix du titre Kernkraft 400 est entré dans les Charts du monde entier et est devenu l'un des morceaux les plus connus de la musique de danse électronique.
Depuis 2001, Florian Senfter a signé des titres sous plusieurs labels sous le nom de Zombie Nation et son pseudonyme John Starlight. En 2002, Splank! a fondé son propre label Dekathlon Records, qui a produit tous les disques de Zombie Nation depuis 2003, et créé début 2005 le sous-label UKW Records. Son troisième album Black Toys est sorti en 2006.
Le son de Zombie Nation se distingue par l'originalité de ses structures rythmiques et des mélanges organiques/électroniques.
En été 2007, le titre "Lower State of Consciousness" est né d'une collaboration avec l'artiste canadien Tiga. Zombie Nation figure depuis 1999 parmi les lives de musique électronique les plus plébiscités par les boîtes de nuit internationales. En concert, Splank! réarrange chaque fois ses titres d'une manière totalement inédite. Les improvisations avec des échantillons et sons créés spécialement pour l'occasion sont une marque de fabrique bien connue de Splank!. Pour ses arrangements instrumentaux, il s'accompagne d'un échantillonneur/séquenceur AKAI MPC 4000 ainsi que de diverses machines à effets spéciaux.

## Discographie (sélection)

### Albums
- 1999 - Leichenschmaus, LP (Gigolo 028)
- 2003 - Absorber (Dekathlon 010)
- 2006 - Black Toys (UKW 05)
- 2009 - Zombielicious (UKW 11)
- 2012 - RGB (Turbo Recordings)

### Singles
- 1999 - Kernkraft 400 (Gigolo 019)
- 2001 - Unload (Gigolo 082)
- 2003 - Souls At Zero (con Sven Väth Remix) (Dekathlon 009)
- 2003 - The Cut (con DJ Naughty Remix) (Dekathlon 012)
- 2005 - Paeng Paeng (UKW 2 // ltd. 500)
- 2005 - Paeng Paeng (Cocoon Records 17)
- 2006 - Money Talks (UKW 3)
- 2006 - Booster (UKW 4)
- 2007 - Peace & Greed (UKW 6) (Remix de Yuksek ý Headman)
- 2007 - Lower State Of Consciousness, 12" que ZZT con Tiga (incl. Justice Remixes)

(UKW/Turbo) 
- 2007 - Gizmode, 12" (UKW 8)

### Remixes
- 1999 - Dakar & Grinser - Take me naked (DiskoB 087)
- 2000 - Phillip Boa - So What (BMG Ariola)
- 2001 - Takkyu Ishino - Suck me Disko (Zomba Rec. EXEC 08)
- 2001 - I-F - Space Invaders are smoking grass (Loaded/Eastwest Leaded 012)
- 2001 - Ladytron - Playgirl (Labels/Virgin  LC03098)
- 2002 - Colonel Abrahms - Trapped (eastwest UPUS011.03)
- 2002 - Divine - Native Love (Gigolo/EDM 090)
- 2002 - AFA / The Human League - Being Boiled (Edel 0141690CLU)
- 2002 - My Robot Friend - The Fake (Dekathlon 002)
- 2002 - Gater - Taboo (Dekathlon 003)
- 2002 - Acid Scout - Sexy Robot (Kurbel 027)
- 2003 - My Robot Friend - Walt Whitman (Dekathlon 008)
- 2004 - NAM:LIVE - The Church of NAM (Dekathlon 013)
- 2004 - Codec & Flexor - Time has changed (Television 08)
- 2007 - Headman – On (Relish)
- 2008 - The Presets – This Boy's in Love (Modular)
- 2010 - Punks Jump Up - Blockhead
- 2015 - Tryouts - RGB (Turbo Recordings) -- Soulwax FM in GTA V

## Récompenses
1. ↑   mcm.net